# Fernando Bermudes
Fernando Bermudes (em castelhano: Fernando Bermúdez; m.978) foi um nobre do Reino de Leão, o segundo conde de Cea, e membro da maís alta nobreza. Foi filho de Bermudo Nunes, conde de Cea, e de sua esposa Argilo, e o pai de uma rainha de Pamplona. Tinha vários irmãos, incluindo a condessa Froiloba Bermudes, esposa do conde Munio Flaínez, os bisavós do Cid e de Jimena Díaz.

## Biografia
Como primogênito, herdou ativos substanciais de seu pai e de seu tio Oveco Nunes, bispo de Leão. Seus primeiros anos da vida pública foram passados no Reino das Astúrias onde tinha várias propriedades, alguns doadas por Urraca, viúva do rei Fruela II, e seus filhos os infantes Ramiro e Ordonho Froilaz, como registrado em um inventário datado 976 de várias propriedades em Naptavlio, provavelmente doadas por ter apoiado os filhos do rei Fruela e têm sido cúmplices na rebelião do ano 932 contra o rei Ramiro II quem forçou a Fernão para retornar as igrejas de San Vicente e Santa Eulalia de Triongo a Catedral de Oviedo. No entanto, suas relaçãos com a casa real asturleonesa melhoraram depois com Ordonho III o sucessor de Ramiro. Figura pela primeira vez em 960 ostentando a dignidade condal. Foi mordomo-mor do rei Ramiro III e como rico-homem figura freqüentemente na cúria régia roborando diplomas reais.

## Matrimónio e descendência
Casou com Elvira Diaz, filha de Diogo Muñoz, conde em Saldaña, e de Tigridia, de quem teve cinco filhos:
- Pedro Fernandes (ca. 958-1028) o terceiro conde de Cea, casado com Sancha Muñoz (m. depois de 1038) — filha do conde Munio Fernandes e Jimena Froilaz, filha do conde Froila Velaz.[4] — de quem teve uma filha, Elvira Peres (m. 1038). Com ele extinguiu-se a linha masculina direta dos condes de Cea.[5]
- Gomes Fernandes, esposo de Onecca, pais da condessa Onecca Gomes, esposa do conde Fortunio, provavelemente da casa real de Pamplona.
- Gotina Fernandes casada com Paio Rodrigues (m. 1007).
- Jimena Fernandes reinha de Pamplona pelo seu matrimónio com Garcia Sanches II e mãe do rei Sancho Garcês III
- Justa Fernandes, a primeira esposa do conde Flaín Muñoz.